# Lijst van Duitse ministers van Justitie

## Rijksministers van Justitie van deWeimarrepubliek(1919–1933)
| Nr.   | Rijksminister van Justitie      | Rijksminister van Justitie | Rijksminister van Justitie      | Ambtstermijn              | Ambtstermijn     | Partij(en)       | Rijks- kanselier(s)               | Kabinet(ten) |
| ----- | ------------------------------- | -------------------------- | ------------------------------- | ------------------------- | ---------------- | ---------------- | --------------------------------- | ------------ |
| 1     |                                 | Gustav Bauer               | Otto Landsberg (1869–1957)      | 13 februari 1919          | 20 juni 1919     | SPD              | Philipp Scheidemann (1919)        | Scheidemann  |
| 2     |                                 | Eugen Schiffer             | Eugen Schiffer (1860–1954)      | 20 juni 1919              | 27 maart 1920    | DDP              | Gustav Bauer (1919–1920)          | Bauer        |
| 3     |                                 | Andreas Blunck             | Andreas Blunck (1871–1933)      | 27 maart 1920             | 21 juni 1920     | DDP              | Hermann Müller (1920)             | Müller I     |
| 4     |                                 | Rudolf Heinze              | Rudolf Heinze (1865–1928)       | 25 juni 1920              | 4 mei 1921       | DVP              | Constantin Fehrenbach (1920–1921) | Fehrenbach   |
| (2)   |                                 | Eugen Schiffer             | Eugen Schiffer (1860–1954)      | 10 mei 1921               | 22 oktober 1921  | DDP              | Joseph Wirth (1921–1922)          | Wirth I      |
| 5     |                                 | Gustav Radbruch            | Gustav Radbruch (1878–1949)     | 26 oktober 1921           | 14 november 1922 | SPD              | Joseph Wirth (1921–1922)          | Wirth II     |
| (4)   |                                 | Rudolf Heinze              | Rudolf Heinze (1865–1928)       | 22 november 1922          | 13 augustus 1923 | DVP              | Wilhelm Cuno (1922–1923)          | Cuno         |
| (5)   |                                 | Gustav Radbruch            | Gustav Radbruch (1878–1949)     | 13 augustus 1923          | 30 november 1923 | SPD              | Gustav Stresemann (1923)          | Stresemann I |
| (5)   | Stresemann II                   | Gustav Radbruch            | Gustav Radbruch (1878–1949)     | 13 augustus 1923          | 30 november 1923 | SPD              | Gustav Stresemann (1923)          |              |
| 6     |                                 | Erich Emminger             | Erich Emminger (1880–1951)      | 30 november 1923          | 14 april 1924    | BVP              | Wilhelm Marx (1923–1925)          | Marx I       |
| [ 2 ] |                                 |                            | Curt Joël (1865–1945)           | 14 april 1924             | 15 januari 1925  | O                | Wilhelm Marx (1923–1925)          | Marx I       |
| [ 2 ] | O                               | Marx II                    | Curt Joël (1865–1945)           | 14 april 1924             | 15 januari 1925  |                  | Wilhelm Marx (1923–1925)          |              |
| 7     |                                 | Josef Frenken              | Josef Frenken (1854–1943)       | 15 januari 1925           | 20 november 1925 | DZ               | Hans Luther (1925–1926)           | Luther I     |
| [ 3 ] |                                 | Hans Luther                | Hans Luther (1879–1962)         | 20 november 1925          | 20 januari 1926  | O                | Hans Luther (1925–1926)           | Luther I     |
| 8     |                                 | Wilhelm Marx               | Wilhelm Marx (1863–1946)        | 20 januari 1926           | 16 juli 1926     | DZ               | Hans Luther (1925–1926)           | Luther II    |
| 8     | Wilhelm Marx (1926–1928)        | Wilhelm Marx               | Wilhelm Marx (1863–1946)        | 20 januari 1926           | 16 juli 1926     | DZ               | Marx III                          |              |
| 9     | Wilhelm Marx (1926–1928)        |                            | Johannes Bell                   | Johannes Bell (1868–1949) | 16 juli 1926     | 18 december 1926 | Marx III                          | DZ           |
| 10    | Wilhelm Marx (1926–1928)        |                            | Oskar Hergt                     | Oskar Hergt (1869–1967)   | 27 januari 1927  | 12 juni 1928     | DNVP                              | Marx IV      |
| 11    |                                 | Erich Koch-Weser           | Erich Koch- Weser (1875–1944)   | 12 juni 1928              | 13 april 1929    | DDP              | Hermann Müller (1928–1930)        | Müller II    |
| 12    |                                 | Theodor von Guérard        | Theodor von Guérard (1863–1943) | 13 april 1929             | 27 maart 1930    | DZ               | Hermann Müller (1928–1930)        | Müller II    |
| 13    |                                 | Johann Viktor Bredt        | Johann Viktor Bredt (1879–1940) | 27 maart 1930             | 5 december 1930  | WP               | Heinrich Brüning (1930–1932)      | Brüning I    |
| 14    |                                 |                            | Curt Joël (1865–1945)           | 5 december 1930           | 1 juni 1932      | O                | Heinrich Brüning (1930–1932)      | Brüning I    |
| 14    | Brüning II                      |                            | Curt Joël (1865–1945)           | 5 december 1930           | 1 juni 1932      | O                | Heinrich Brüning (1930–1932)      |              |
| 15    |                                 | Franz Gürtner              | Franz Gürtner (1881–1941)       | 1 juni 1932               | 30 januari 1933  | DNVP             | Franz von Papen (1932)            | Papen        |
| 15    | Kurt von Schleicher (1932–1933) | Franz Gürtner              | Franz Gürtner (1881–1941)       | 1 juni 1932               | 30 januari 1933  | DNVP             | Schleicher                        |              |

## Rijksministers van Justitie vanNazi-Duitsland(1933–1945)
| Nr.   | Rijksminister van Justitie       | Rijksminister van Justitie | Rijksminister van Justitie       | Ambtstermijn                            | Ambtstermijn     | Partij(en)  | Rijks- kanselier(s)                      | Kabinet(ten) |
| ----- | -------------------------------- | -------------------------- | -------------------------------- | --------------------------------------- | ---------------- | ----------- | ---------------------------------------- | ------------ |
| 1     |                                  | Franz Gürtner              | Franz Gürtner (1881–1941)        | 30 januari 1933                         | 29 januari 1941  | DNVP (1933) | Adolf Hitler (1933–1945)                 | Hitler       |
| 1     | O (1933–37)                      | Franz Gürtner              | Franz Gürtner (1881–1941)        | 30 januari 1933                         | 29 januari 1941  |             | Adolf Hitler (1933–1945)                 | Hitler       |
| 1     | NSDAP (1937–41)                  | Franz Gürtner              | Franz Gürtner (1881–1941)        | 30 januari 1933                         | 29 januari 1941  |             | Adolf Hitler (1933–1945)                 | Hitler       |
| [ 6 ] |                                  | Franz Schlegelberger       | Franz Schlegelberger (1876–1970) | 29 januari 1941                         | 24 augustus 1942 | NSDAP       | Adolf Hitler (1933–1945)                 | Hitler       |
| 2     |                                  | Otto Georg Thierack        | Otto Georg Thierack (1889–1946)  | 24 augustus 1942                        | 5 mei 1945       | NSDAP       | Adolf Hitler (1933–1945)                 | Hitler       |
| 2     |                                  | Otto Georg Thierack        | Otto Georg Thierack (1889–1946)  | 24 augustus 1942                        | 5 mei 1945       | NSDAP       | Joseph Goebbels (1945)                   | Goebbels     |
| 2     | Lutz Schwerin von Krosigk (1945) | Otto Georg Thierack        | Otto Georg Thierack (1889–1946)  | 24 augustus 1942                        | 5 mei 1945       | NSDAP       | Schwerin von Krosigk (Flensburgregering) |              |
| 3     | Lutz Schwerin von Krosigk (1945) |                            | Herbert Klemm                    | SA–Oberführer Herbert Klemm (1903–1961) | 5 mei 1945       | 23 mei 1945 | Schwerin von Krosigk (Flensburgregering) | NSDAP        |

## Bondsministers van Justitie van deBondsrepubliek Duitsland(1949–heden)
| Nr.  | Bondsminister van Justitie Bundesminister der Justiz | Bondsminister van Justitie Bundesminister der Justiz | Bondsminister van Justitie Bundesminister der Justiz | Ambtstermijn                               | Ambtstermijn     | Partij(en)       | Bonds- kanselier(s)              | Kabinet(ten) |
| ---- | ---------------------------------------------------- | ---------------------------------------------------- | ---------------------------------------------------- | ------------------------------------------ | ---------------- | ---------------- | -------------------------------- | ------------ |
| 1    |                                                      | Thomas Dehler                                        | Thomas Dehler (1897–1967)                            | 15 september 1949                          | 20 oktober 1953  | FDP              | Konrad Adenauer (1949–1963)      | Adenauer I   |
| 2    |                                                      |                                                      | Fritz Neumayer (1884–1973)                           | 20 oktober 1953                            | 16 oktober 1956  | FDP (1953–56)    | Konrad Adenauer (1949–1963)      | Adenauer II  |
| 2    | FVP (1956)                                           |                                                      | Fritz Neumayer (1884–1973)                           | 20 oktober 1953                            | 16 oktober 1956  |                  | Konrad Adenauer (1949–1963)      | Adenauer II  |
| 3    |                                                      | Hans-Joachim von Merkatz                             | Hans-Joachim von Merkatz (1905–1982)                 | 16 oktober 1956                            | 29 oktober 1957  | DP               | Konrad Adenauer (1949–1963)      | Adenauer II  |
| 4    |                                                      | Fritz Schäffer                                       | Fritz Schäffer (1888–1967)                           | 29 oktober 1957                            | 14 november 1961 | CSU              | Konrad Adenauer (1949–1963)      | Adenauer III |
| 5    |                                                      |                                                      | Wolfgang Stammberger (1920–1982)                     | 14 november 1961                           | 11 december 1962 | CSU              | Konrad Adenauer (1949–1963)      | Adenauer IV  |
| 6    |                                                      | Ewald Bucher                                         | Ewald Bucher (1914–1991)                             | 11 december 1962                           | 26 maart 1965    | CSU              | Konrad Adenauer (1949–1963)      | Adenauer V   |
| 6    | Ludwig Erhard (1963–1966)                            | Ewald Bucher                                         | Ewald Bucher (1914–1991)                             | 11 december 1962                           | 26 maart 1965    | CSU              | Erhard I                         |              |
| 7    | Ludwig Erhard (1963–1966)                            |                                                      | Karl Weber                                           | Karl Weber (1898–1985)                     | 26 maart 1965    | 26 oktober 1965  | Erhard I                         | CSU          |
| 8    | Ludwig Erhard (1963–1966)                            |                                                      | Richard Jaeger                                       | Richard Jaeger (1913–1998)                 | 26 oktober 1965  | 1 december 1966  | CSU                              | Erhard II    |
| 9    |                                                      | Gustav Heinemann                                     | Gustav Heinemann (1899–1976)                         | 1 december 1966                            | 26 maart 1969    | SPD              | Kurt Georg Kiesinger (1966–1969) | Kiesinger    |
| 10   |                                                      | Horst Ehmke                                          | Horst Ehmke (1927–2017)                              | 26 maart 1969                              | 22 oktober 1969  | SPD              | Kurt Georg Kiesinger (1966–1969) | Kiesinger    |
| 11   |                                                      | Gerhard Jahn                                         | Gerhard Jahn (1927–1998)                             | 22 oktober 1969                            | 16 mei 1974      | SPD              | Willy Brandt (1969–1974)         | Brandt I     |
| 11   | Brandt II                                            | Gerhard Jahn                                         | Gerhard Jahn (1927–1998)                             | 22 oktober 1969                            | 16 mei 1974      | SPD              | Willy Brandt (1969–1974)         |              |
| 11   | Walter Scheel (1974)                                 | Gerhard Jahn                                         | Gerhard Jahn (1927–1998)                             | 22 oktober 1969                            | 16 mei 1974      | SPD              |                                  |              |
| 12   |                                                      | Hans-Jochen Vogel                                    | Hans-Jochen Vogel (1926–2020)                        | 16 mei 1974                                | 22 januari 1981  | SPD              | Helmut Schmidt (1974–1982)       | Schmidt I    |
| 12   | Schmidt II                                           | Hans-Jochen Vogel                                    | Hans-Jochen Vogel (1926–2020)                        | 16 mei 1974                                | 22 januari 1981  | SPD              | Helmut Schmidt (1974–1982)       |              |
| 12   | Schmidt III                                          | Hans-Jochen Vogel                                    | Hans-Jochen Vogel (1926–2020)                        | 16 mei 1974                                | 22 januari 1981  | SPD              | Helmut Schmidt (1974–1982)       |              |
| 13   |                                                      | Jürgen Schmude                                       | Jürgen Schmude (1936–2025)                           | 22 januari 1981                            | 1 oktober 1982   | SPD              | Helmut Schmidt (1974–1982)       |              |
| 14   |                                                      | Hans Engelhard                                       | Hans Engelhard (1934–2008)                           | 1 oktober 1982                             | 18 januari 1991  | FDP              | Helmut Kohl (1982–1998)          | Kohl I       |
| 14   | Kohl II                                              | Hans Engelhard                                       | Hans Engelhard (1934–2008)                           | 1 oktober 1982                             | 18 januari 1991  | FDP              | Helmut Kohl (1982–1998)          |              |
| 14   | Kohl III                                             | Hans Engelhard                                       | Hans Engelhard (1934–2008)                           | 1 oktober 1982                             | 18 januari 1991  | FDP              | Helmut Kohl (1982–1998)          |              |
| 15   |                                                      | Klaus Kinkel                                         | Klaus Kinkel (1930–2019)                             | 18 januari 1991                            | 18 mei 1992      | FDP              | Helmut Kohl (1982–1998)          | Kohl IV      |
| 16   |                                                      | Sabine Leutheusser-Schnarrenberger                   | Sabine Leutheusser- Schnarrenberger (1951)           | 18 mei 1992                                | 17 januari 1996  | FDP              | Helmut Kohl (1982–1998)          | Kohl IV      |
| 16   | FDP                                                  | Sabine Leutheusser-Schnarrenberger                   | Sabine Leutheusser- Schnarrenberger (1951)           | 18 mei 1992                                | 17 januari 1996  | Kohl V           | Helmut Kohl (1982–1998)          |              |
| 17   |                                                      | Edzard Schmidt-Jortzig                               | Edzard Schmidt-Jortzig (1941)                        | 17 januari 1996                            | 27 oktober 1998  | Kohl V           | Helmut Kohl (1982–1998)          | FDP          |
| 18   |                                                      | Herta Däubler-Gmelin                                 | Herta Däubler- Gmelin (1943)                         | 27 oktober 1998                            | 22 oktober 2002  | SPD              | Gerhard Schröder (1998–2005)     | Schröder I   |
| 19   |                                                      | Brigitte Zypries                                     | Brigitte Zypries (1953)                              | 22 oktober 2002                            | 28 oktober 2009  | SPD              | Gerhard Schröder (1998–2005)     | Schröder II  |
| 19   | Angela Merkel (2005–2021)                            | Brigitte Zypries                                     | Brigitte Zypries (1953)                              | 22 oktober 2002                            | 28 oktober 2009  | SPD              | Merkel I                         |              |
| (16) | Angela Merkel (2005–2021)                            |                                                      | Sabine Leutheusser-Schnarrenberger                   | Sabine Leutheusser- Schnarrenberger (1951) | 28 oktober 2009  | 17 december 2013 | FDP                              | Merkel II    |
| 20   | Angela Merkel (2005–2021)                            |                                                      | Heiko Maas                                           | Heiko Maas (1966)                          | 17 december 2013 | 14 maart 2018    | SPD                              | Merkel III   |
| 21   | Angela Merkel (2005–2021)                            |                                                      | Katarina Barleyn                                     | Katarina Barley (1968)                     | 14 maart 2018    | 27 juni 2019     | SPD                              | Merkel IV    |
| 22   | Angela Merkel (2005–2021)                            |                                                      | Christine Lambrecht                                  | Christine Lambrecht (1965)                 | 27 juni 2019     | 8 december 2021  | SPD                              | Merkel IV    |
| 23   |                                                      | Marco Buschmann                                      | Marco Buschmann (1977)                               | 8 december 2021                            | 7 november 2024  | FDP              | Olaf Scholz (2021–2025)          | Scholz       |
| 24   |                                                      | Volker Wissing                                       | Volker Wissing (1970)                                | 7 november 2024                            | 6 mei 2025       | O                | Olaf Scholz (2021–2025)          | Scholz       |
| 25   |                                                      | Stefanie Hubig                                       | Stefanie Hubig (1968)                                | 6 mei 2025                                 | heden            | SPD              | Friedrich Merz (2025–heden)      | Merz         |